# 本多康俊
本多康俊（日语：／ Honda Yasutoshi，1569年—1621年3月29日）是日本戰國時代至江戶時代前期武將、大名。德川氏家臣。三河西尾藩藩主、近江膳所藩初代藩主。康俊系本多家宗家初代。父親是德川四天王之一的酒井忠次。

## 生平
在永祿12年（1569年）出生，家中次男。因為生母是松平廣忠的妹妹，所以與德川家康有從兄弟關係。天正3年（1575年），以人質身份被送到織田信長下，在留在織田氏領地後的天正8年（1580年），成為本多忠次的養子。天正18年（1590年），家康被移封至關東地方，此時被賜予下總國5千石所領。
慶長5年（1600年），參加關原之戰，因為這次戰功而被賜予三河西尾2萬石所領。在慶長19年（1614年）的大坂冬之陣中，負責守備近江膳所城，在翌年的大坂夏之陣中參加天王寺岡山之戰，取得首級105個，因為這次戰功，加增移封至近江膳所3萬石。在元和7年（1621年）2月7日死去。享年53歲。